# Distretto di Nuwara Eliya
Il distretto di Nuwara Eliya è un distretto dello Sri Lanka, situato nella provincia Centrale e che ha come capoluogo Nuwara Eliya.

## Città
- Ambewela
- Bogawantalawa
- Bopattalawa
- Dayagama Bazaar
- Ginigathena
- Haggala
- Hatton-Dikoya UC
- Kotagala
- Kotmale
- Labukele
- Laxapana
- Lindula-Talawakele UC
- Maskeliya
- Nanuoya
- Padiyapelella
- Ramboda
- Rozella
- Udapussallawa
- Walapane
- Watawala